# ピザ・リトルパーティー
ピザ・リトルパーティー（PIZZA LITTLE PARTY）は、株式会社リトパコーポレーションが関西地方に展開する日本の宅配ピザチェーン。

## 概要
1971年（昭和46年）、現在のリトパコーポレーションの前身である日本医療を創立し、1977年（昭和52年）に法人設立。当初は健康食品の販売を行っていたが、1988年（昭和63年）に宅配ピザ1号店を京都市に開業。その後、京都府を中心にチェーン展開を開始する。当初の商標は「おいしさ急便ピザあんどピザ」であったが、1995年（平成7年）に「ピザ・リトルパーティー」と変更し現在に至る。社名は日本医療のままであったが、2017年（平成29年）にピザ事業の商標名から取って「リトパコーポレーション」と変更した。
ピザ・リトルパーティーの提供するピザの特徴の一つに、その大きさが挙げられる。Mサイズで直径27cmと、他社の約1.4倍にあたる大きさである。また、ピザ生地に「ブラン」が練り込まれているものがあるのも特徴。さらに、宅配ピザチェーンでありながら、お好み焼きや焼きそばがレギュラーメニューとして存在し、店舗によってはカレーやステーキ、丼ものの宅配も行っていて、幅広いニーズに対応している。

## 店舗
宅配ピザチェーンとして、京都府・滋賀県を中心に関西地方にて展開している。